# Sewnet Bishaw
Sewnet Bishaw (ur. 1952 w Addis Abebie) – etiopski trener piłkarski. Były selekcjoner reprezentacji Etiopii.

## Kariera trenerska
W 2004 roku Sewnet został po raz pierwszy selekcjonerem reprezentacji Etiopii. W 2005 roku doprowadził ją do zwycięstwa w CECAFA Cup 2005. W reprezentacji pracował do 2006 roku. W październiku 2011 ponownie został selekcjonerem etiopskiej kadry. Zastąpił wówczas Toma Saintfieta. W 2012 roku wywalczył z Etiopią awans na Puchar Narodów Afryki 2013. Został zwolniony w sierpniu 2014 po tym, jak przegrał z reprezentacją Nigerii w ostatniej rundzie eliminacji do mistrzostw świata 2014.